# Udea aenigmatica
Udea aenigmatica là một loài bướm đêm trong họ Crambidae.